# Доманёвка
Доманёвка (укр. Доманівка) — посёлок, районный центр Доманёвского района Николаевской области Украины.

## История
По состоянию на начало 1893 года Доманевка являлась торговым местечком Ананьевского уезда Херсонской губернии, здесь насчитывалось 864 жителя, действовали несколько торговых лавок и еврейская синагога, регулярно проходили базары.
После начала Великой Отечественной войны, 5 августа 1941, Доманевку оккупировали немецко-румынские войска. Здесь разместилась военно-полевая комендатура. В колхозных конюшнях фашисты создали «лагерь смерти», где замучили и расстреляли около 20 тыс. человек из Доманевского района, Одессы и Молдавии. 28 марта 1944 года Доманевка была освобождена от оккупантов.
В мае 1995 года Кабинет министров Украины утвердил решение о приватизации находившихся в посёлке завода железобетонных изделий и райсельхозтехники.

## Население
В январе 1959 года численность населения составляла 5151 человек.
В январе 1989 года численность населения составляла 7149 человек.
По состоянию на 1 января 2013 года численность населения составляла 6194 человек.

### Языковой состав
Родной язык населения по данным переписи 2001 года:
| Язык       | Численность, чел. | Доля     |
| ---------- | ----------------- | -------- |
| Украинский | 6 515             | 96,91 %  |
| Русский    | 166               | 2,47 %   |
| Другие     | 42                | 0,62 %   |
| Итого      | 6 723             | 100,00 % |

## Известные жители
- Николай Павлович Борейко — учитель физики в Доманёвке, мастер спорта по шашечной композиции, призер чемпионатов Украины по шашечной композиции.
- Крищенко, Андрей Евгеньевич — бывший начальник полиции Киева.